# المحكمة الدستورية العليا (قطر)
المحكمة الدستورية العليا هيئة قضائية مستقلة تتولى الفصل في المنازعات الدستورية وتفسير نصوص القوانين في دولة قطر انشئت عام 2008م بموجب القانون رقم (12) لسنة 2008.

## رئيس المحكمة
أصدر أمير دولة قطر في عام 2008م أمراً أميرياً بتعيين سعادة القاضي مبارك بن خليفة العسيري رئيساً للمحكمة الدستورية العليا

## اختصاصات المحكمة
```
تختص المحكمة دون غيرها بما يأتي:
```

أولاً : الفصل في المنازعات المتعلقة بدستورية القوانين واللوائح.
ثانياً : الفصل في تنازع الاختصاص بتحديد الجهة المختصة بالفصل في الدعوى من بين جهات القضاء أو الهيئات ذات الاختصاص القضائي ، وذلك إذا رفعت الدعوى عن موضوع واحد أمام جهتين منها، ولم تتخل إحداهما عن نظرها أو تخلت كلتاهما عنها.
ثالثاً : الفصل في المنازعات التي تنشا بشان تنفيذ الأحكام النهائية المتناقضة الصادرة عن جهات قضائية أو جهات ذات اختصاص قضائي.
رابعاً : تفسير نصوص القوانين إذا أثارت خلافاً في التطبيق ، وكان لها من الأهمية ما يقتضي توحيد تفسيرها، وذلك بطلب يقدم من رئيس مجلس الوزراء ، أو رئيس مجلس الشورى.

## تشكيل المحكمة
تُشكل المحكمة من رئيس وستة أعضاء ، ويصدر بتعيين رئيس المحكمة أمر أميري ، ويكون بدرجة وزير ، ويعين باقي الأعضاء بأمر أميري ، يحدد أقدمياتهم .
ولا يكون انعقاد المحكمة صحيحاً إلا بحضور رئيسها وأربعة أعضاء على الأقل ، ويرأس جلستها رئيسها أو أقدم أعضائها ، وعند خلو منصب الرئيس أو غيابه أو وجود مانع لديه يقوم مقامه الأقدم فالأقدم من أعضائها في جميع اختصاصاته ، وتصدر المحكمة أحكامها وقراراتها مسببة بأغلبية آراء الحاضرين ، وإذا تساوت الأصوات يرجح الجانب الذي منه الرئيس.

## الأمانة العامة للمحكمة
تكون للمحكمة أمانة عامة تتألف من أمين عام يعين بمرسوم ، وعدد كافٍ من الموظفين يصدر بتعيينهم قرار من رئيس المحكمة وتكون للامين العام عليهم سلطات الوزير المقررة في القوانين واللوائح.

## اقرأأيضا
- المحكمة الدستورية العليا المصرية
- المحكمة الدستورية الألمانية
- ديموقراطية
- حكومة